# Коняхин, Василий Дмитриевич

Мемориальная доска на доме №5, улица Коцоева, Владикавказ

Васи́лий Дми́триевич Коня́хин (7 января 1923—28 июня 2000) — лётчик-истребитель, участник Великой Отечественной войны, Герой Советского Союза (1945), майор.

## Биография
Василий Коняхин родился 7 января 1923 года во Владикавказе. Окончил девять классов школы и аэроклуб в родном городе. В марте 1941 года Коняхин был призван на службу в Рабоче-крестьянскую Красную Армию. В том же году он окончил Краснодарскую военную авиационную школу лётчиков, в 1943 году — курсы командиров авиационных звеньев. С июня 1943 года — на фронтах Великой Отечественной войны. Принимал участие в боях на Волховском, Ленинградском, 3-м Прибалтийском и 2-м Белорусском фронтах, был ранен, получил несколько ожогов лица.
К концу войны старший лейтенант Василий Коняхин был заместителем командира и одновременно штурманом эскадрильи 287-го истребительного авиаполка 269-й истребительной авиадивизии 4-й воздушной армии 2-го Белорусского фронта. За время своего участия в боях он совершил 227 боевых вылетов, принял участие в 28 воздушных боях, сбив 17 вражеских самолётов лично и ещё 2 — в составе группы, во время наземных штурмовок нанёс противнику большие потери в живой силе и боевой технике.
Указом Президиума Верховного Совета СССР от 18 августа 1945 года за «образцовое выполнение боевых заданий командования на фронте борьбы с немецкими захватчиками» старший лейтенант Василий Коняхин был удостоен высокого звания Героя Советского Союза с вручением ордена Ленина и медали «Золотая Звезда».
В декабре 1945 года в звании капитана Коняхин был уволен в запас по причине резкого ухудшения зрения, позднее получил звание майора запаса. Вернулся в Орджоникидзе (Владикавказ). В 1961 году Коняхин окончил строительный техникум, после чего был секретарём парткома треста «Севосетинпромстрой».
Активно участвовал в возрождении казачества на юге России. В 1988 году Коняхин возглавил Владикавказский комитет возрождения казачества, а в 1990—1993 годах являлся первым войсковым атаманом Терского казачьего войска. С 1995 года жил в станице Отрадной Отрадненского района Краснодарского края. Умер 28 июня 2000 года.
Почётный гражданин Владикавказа. Был также награждён двумя орденами Красного Знамени, орденами Отечественной войны 1-й степени, Красной Звезды и «Знак Почёта», рядом медалей.
Память
9 мая 2015 года на доме № 5 по улице Генерала Плиева во Владикавказе была установлена мемориальная доска.